# Città ai raggi X
Città ai raggi X (Strip the City) è un programma televisivo britannico in onda dal 2012, nel quale vengono presentate delle città "a raggi X" cioè viste, grazie all'uso dei computer, dall'interno degli edifici e dal sottosuolo.

## Puntate

### Prima serie
1. Dubai, la città nel deserto
2. San Francisco, la città dei terremoti
3. Sydney, la città del mare
4. Toronto, la città del ghiaccio
5. Londra, la città sotterranea
6. L'Antica Roma

### Seconda serie
1. New York, la città delle tempeste
2. Chicago, la città degli incendi
3. Venezia, la città acquatica
4. Tokyo, la città delle scosse
5. New Orleans, la città degli uragani
6. Parigi, la città delle caverne
7. L'Impero Inca
8. Los Angeles, la città dei terremoti